# The River Kwai March
The River Kwai March (March from the River Kwai) is een compositie van Malcolm Arnold.
Arnold schreef de mars voor de film The Bridge on the River Kwai. Het was de tegenhanger van de Colonel Bogey Mars. (Fragmenten van) Arnolds werk (zijn) is gedurende de film diverse keren te horen en ook aan het eind.
Het orkest onder leiding van Mitch Miller nam beide marsen in medleyvorm op; op het label van de door Columbia Records uitgebrachte single werd de titel March from the River Kwai/Colonel Bogey. Miller en zijn orkest hadden hun thuisbasis bij Columbia Records; hij was er ook muziekproducent en manager.
De mars werd uitgegeven door Shapiro, Bernstein & Co; er is ook een arrangement voor piano van het werk. Christopher Palmer nam het op in een suite van de filmmuziek.

## Nederlandse primeur
Het plaatje werd ook in Nederland uitgebracht. Singles in Nederland werden normaliter uitgebracht in neutrale hoesjes, naam en titel stonden bovenaan (singles stonden verticaal in de verkoopbakken). The River Kwai March werd in Nederland verkocht door Philips Records (catalogusnummer 322219 BF) en die introduceerde een singlehoes met afbeelding van de bedoelde brug. Het plaatje stond in 1958 21 weken in de voorloper (single top 10) van de Single Top 100, waarvan negen weken op plaats nummer 1. Ook in België haalde het een nummer 1-positie. 